# SOS матросу
«SOS Матросу» — десятый студийный альбом российской рок-группы «Мумий Тролль». Впервые был представлен на сервисе Яндекс.Музыка 20 августа 2013 года. Поступил в продажу 26 августа 2013 года. Является юбилейным для группы, которой в год выпуска альбома исполнилось 30 лет.

## Об альбоме
Диск был записан группой в ходе кругосветного путешествия на парусном судне «Седов». Альбом посвящён русскому року и родному городу группы. Первая песня «Акулы или Паука» была представлена в июне 2012 года в программе «Вечерний Ургант». Вторая песня «Кажется» была представлена в декабре 2012 года в той же передаче. Несмотря на популярность среди фанатов группы, трек не вошёл в альбом.
В марте 2013 года была представлена песня «Четвёртый Троллейбус», на неё был снят клип, в котором приняли участие жители Владивостока. В записи музыкального произведения принимал участие детский хор «Звонкие голоса» школы №45 г. Владивостока. Песня посвящена рок-группам этого города. Также песня была представлена в «Чартовой дюжине», где несколько недель была в лидерах.
В конце мая 2013 года был выпущен клип на песню «Акулы или Паука», снятый в лучших традициях группы. Так же песня представлена в хит-параде «Чартова дюжина».
В июле 2013 года была представлена песня «SOS Матросу» и клип на неё. Клип был представлен в качестве отчёта за кругосветное путешествие.
В июле 2013 на закрытие Универсиады в Казани была представлена новая песня «Малёк».
За неделю до релиза альбома был представлен клип на песню «Брат Три», который является первой частью проекта с современной китайской художницей Лу Ян. «Брат Три» также попал в «Чартову дюжину».
В декабре состоялась премьера клипа «Десерты».
Также альбом вышел в инновационном формате 3plet , в виде отдельного приложения для ios и android.

## Список композиций
1. «SOS Матросу» — 5:18
2. «Брат Три» — 4:37
3. «Федорино горе» — 5:08
4. «Четвёртый троллейбус» — 3:53
5. «Десерты» — 2:53
6. «Космический десантник» — 5:21
7. «Акулы или паука» — 3:39
8. «Колыма» — 7:20
9. «Малёк» — 5:13
10. «Странные игры» — 3:33

## Участники записи
Мумий Тролль
- Илья Лагутенко — вокал, клавишные, гитара, музыка, слова
- Юрий Цалер — гитары, клавишные, бас-гитара, контрабас, баритон-гитара, рояль
- Евгений Звиденный — бас-гитара, клавишные
- Олег Пунгин — ударные, перкуссия, программирование, клавишные